# Travis Brooks

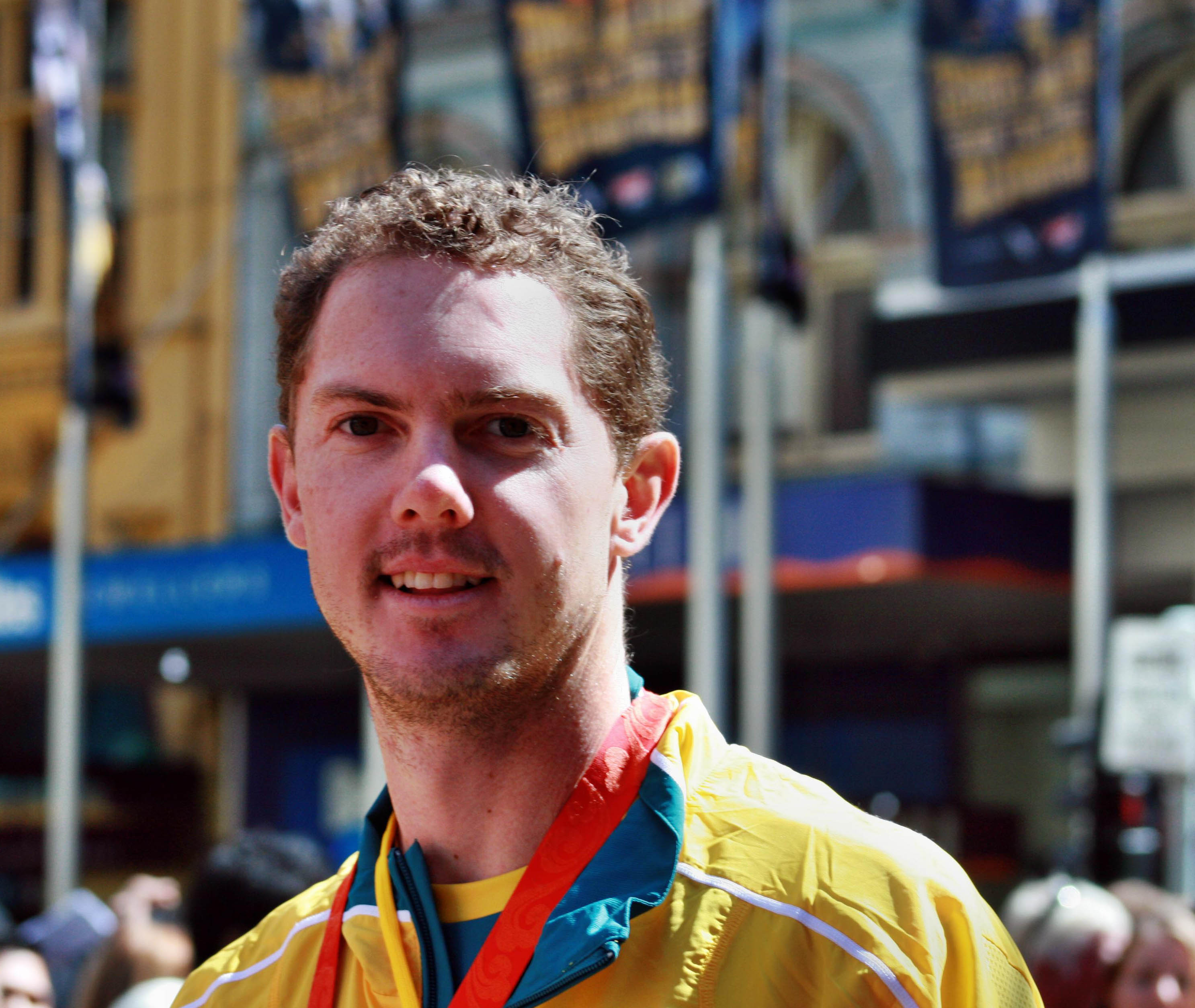
Travis Brooks (2008)

Travis Neil Brooks OAM (* 16. Juli 1980 in Melbourne) ist ein ehemaliger australischer Hockeyspieler, der mit der australischen Hockeynationalmannschaft 2004 Olympiasieger und 2008 Olympiadritter war. 2006 siegte er bei den Commonwealth Games und gewann Silber bei den Weltmeisterschaften.

## Sportliche Karriere
Der Stürmer Travis Brooks absolvierte 143 Länderspiele für Australien, in denen er 51 Tore erzielte.
Bei den Olympischen Spielen 2004 in Athen belegten die Australier in der Vorrunde den zweiten Platz hinter den Niederländern, im direkten Duell unterlagen die Australier mit 1:2. Im Halbfinale besiegten die Australier die spanische Mannschaft mit 6:3. Im Finale trafen die Australier wieder auf die niederländische Mannschaft und gewannen mit 2:1 in der Verlängerung durch Sudden Death. Travis Brooks erzielte im Finale den 1:1-Ausgleich.
Zwei Jahre danach bei den Commonwealth Games in Melbourne besiegten die Australier im Finale die pakistanische Mannschaft mit 3:0. Im gleichen Jahr nahm Travis Brooks an der Weltmeisterschaft 2006 in Mönchengladbach teil. Die Australier gewannen ihre Vorrundengruppe vor den Spaniern und bezwangen im Halbfinale die Südkoreaner mit 4:2. Im Finale unterlagen sie der deutschen Mannschaft mit 3:4. Bei den Olympischen Spielen 2008 in Peking belegten die Australier in ihrer Vorrundengruppe den zweiten Rang hinter den Niederländern und unterlagen im Halbfinale den Spaniern mit 2:3. Im Spiel um die Bronzemedaille bezwangen sie die Niederlande mit 6:2.
Travis Brooks spielte für den Waverley Hockey Club in Melbourne. 2005 graduierte er an der Monash University zum Bachelor in Informatik. Im Januar 2005 wurde er mit der Medaille des Order of Australia ausgezeichnet.